# Bautista Tomatis
Bautista Euclides Tomatis (Rafaela, 11 agosto 2004) è un calciatore argentino, attaccante del Racing Montevideo in prestito dall'Atlético Rafaela.

## Carriera
È cresciuto nel settore giovanile dell'Atlético Rafaela, con cui ha debuttato il 9 ottobre 2021 nell'incontro di Primera B Nacional perso 2-1 contro l'Instituto (C). Il 14 marzo 2023 ha firmato il suo primo contratto professionistico venendo promosso in pianta stabile in prima squadra, ma il 4 aprile seguente ha subito la rottura del legamento crociato anteriore del ginocchio destro, terminando in anticipo la sua stagione. Rientrato in campo nel febbraio del 2024, nella seconda metà di stagione ha iniziato a giocare con maggior frequenza ed il 19 agosto ha segnato il suo primo gol nella partita persa 3-2 contro l'Almagro.
Nel gennaio del 2025 è stato ceduto in prestito al Racing Montevideo, club della prima divisione uruguaiana.

## Statistiche

### Presenze e reti nei club
Statistiche aggiornate al 16 marzo 2025.
| Stagione                | Squadra                 | Campionato              | Campionato | Campionato | Coppe nazionali | Coppe nazionali | Coppe nazionali | Coppe continentali | Coppe continentali | Coppe continentali | Altre coppe | Altre coppe | Altre coppe | Totale | Totale | Totale |
| Stagione                | Squadra                 | Comp                    | Pres       | Reti       | Comp            | Pres            | Reti            | Comp               | Pres               | Reti               | Comp        | Pres        | Reti        | Pres   | Reti   |        |
| ----------------------- | ----------------------- | ----------------------- | ---------- | ---------- | --------------- | --------------- | --------------- | ------------------ | ------------------ | ------------------ | ----------- | ----------- | ----------- | ------ | ------ | ------ |
| 2021                    | Atlético Rafaela        | PBN                     | 5          | 0          | CA              | 0               | 0               | -                  | -                  | -                  | -           | -           | -           | 5      | 0      |        |
| 2023                    | Atlético Rafaela        | PBN                     | 2          | 0          | CA              | 0               | 0               | -                  | -                  | -                  | -           | -           | -           | 2      | 0      |        |
| 2024                    | Atlético Rafaela        | PBN                     | 27         | 5          | CA              | 1               | 0               | -                  | -                  | -                  | -           | -           | -           | 28     | 5      |        |
| Totale Atlético Rafaela | Totale Atlético Rafaela | Totale Atlético Rafaela | 34         | 5          |                 | 1               | 0               |                    | -                  | -                  |             | -           | -           | 35     | 5      |        |
| 2025                    | Racing Montevideo       | PD                      | 20         | 4          | CU              | 0               | 0               | CS                 | 5                  | 1                  | -           | -           | -           | 25     | 5      |        |
| Totale carriera         | Totale carriera         | Totale carriera         | 54         | 9          |                 | 1               | 0               |                    | 5                  | 1                  |             | -           | -           | 60     | 10     |        |